# Yekta Kurtuluş
Yekta Kurtuluş (* 11. Dezember 1985 in Izmir) ist ein türkischer Fußballspieler.

## Vereinskarriere
Yekta Kurtuluş begann seine Karriere bei seinem Heimatverein Izmirspor. Dort spielt Yekta von 2004 bis 2007 insgesamt 71 Spiele und erzielte dabei sechs Tore. Mit seinem Wechsel in die Süper Lig zu Kasımpaşa Istanbul gelang ihm ein großer Schritt in seiner jungen Karriere. Sein Debüt für den Klub aus Istanbul gab er am 25. November 2007 gegen Çaykur Rizespor. In seiner ersten Saison stieg er mit Kasımpaşa in die 2. Liga ab, jedoch gelang ein Jahr später der Wiederaufstieg in die Süper Lig.
In der Saison 2010/11 wurde Kurtuluş Kapitän von Kasımpaşa und türkischer Nationalspieler. Im Januar 2011 wechselte er für eine Ablösesumme von 3,75 Millionen Euro zum Traditionsklub Galatasaray Istanbul und unterschrieb dort einen Vertrag bis zum 31. Mai 2015.
Zur Saison 2015/16 wechselte Kurtuluş ablösefrei zum Ligakonkurrenten Medicana Sivasspor. Diesen Verein verließ er bereits nach einer halben Saison und zog anschließend innerhalb der Liga zu Antalyaspor weiter.

## Nationalmannschaft
Für das Freundschaftsspiel der Türkei gegen die Niederlande am 17. November 2010 wurde er in das Aufgebot der türkischen Nationalmannschaft berufen. Im selben Spiel wurde Kurtuluş in der 83. Spielminute für Hamit Altıntop eingewechselt und machte somit sein Debüt für die Türken.

## Erfolg
Galatasaray Istanbul
- Türkischer Meister: 2011/12, 2012/13,  2014/15
- Türkischer Supercupsieger: 2012, 2013
- Türkischer Pokalsieger: 2013/14, 2014/15
- Emirates-Cup-Sieger: 2013

Kasımpaşa SK
- Play-off-Sieger der TFF 1. Lig und Aufstieg in die Süper Lig: 2008/09